# (72651) 2001 FU44
(72651) 2001 FU44 – planetoida z pasa głównego asteroid okrążająca Słońce w ciągu 5,64 lat w średniej odległości 3,17 j.a. Odkryta 18 marca 2001 roku.